# Dekret z Alhambry

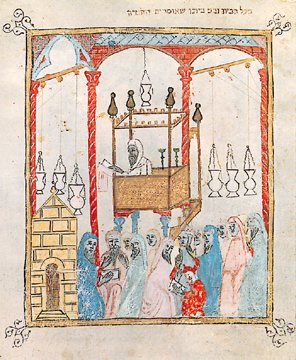
Služba ve španělské synagoze, ze Sestry Haggadah (c. 1350). Dekret z Alhambry ukončil Židovský život ve Španělsku.

Dekret z Alhambry (také známý jako Edikt o Vyhoštění; španělsky Decreto de la Alhambra, Edicto de Granada) byl edikt vydaný dne 31. března 1492 katolickými monarchy (Isabela I. Kastilská a Ferdinand II Aragonský), který přikazoval vyhoštění všech praktikujících Židů ze spojených království Kastilie a Aragonu do 31. července téhož roku. Jediný způsob, jak mohli Židé zůstat na Pyrenejském poloostrově v době rekatolizace, byla konverze.
Více než polovina Židů na těchto územích již konvertovala v důsledku náboženského pronásledování a pogromů, ke kterým došlo v roce 1391.:s.17 Kvůli pokračujícím útokům přes 50 000 Židů konvertovalo roku 1415. Další se rozhodli konvertovat, aby se vyhnuli vyhoštění. Jako následek vydání dekretu z Alhambry a pronásledování v předchozích letech přes 200 000 Židů konvertovalo ke katolicismu a 40 000 až 100 000 bylo vyhnáno. Celkově tak došlo během 15. století k téměř úplné eliminaci židovského obyvatelstva na Pyrenejském poloostrově.
Vyhnané Židy velkoryse přijal sultán Bájezíd II., který je přesídlil do mnoha oblastí nábožensky tolerantní Osmanské říše.